# Critic de artă

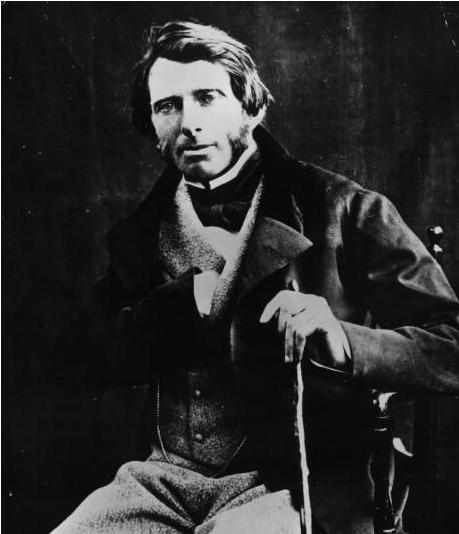
Criticul de artă John Ruskin (1819-1900)

Un critic de artă este o persoană care este specializată în analiza, interpretarea și evaluarea artei. Comentariile critice și de analiză a operelor de artă sunt publicate în ziare, reviste, cărți, broșuri și cataloage de expoziție precum și pe site - uri web. Unii dintre criticii de arta de azi folosesc blog - uri de artă și alte platforme online pentru a se conecta cu un public mai larg în vederea extinderii dezbaterilor cu privire la artă.
Spre deosebire de istoria artei, nu există o pregătire instituționalizată pentru criticii de artă (cu doar câteva excepții); criticii de artă provin din medii diferite și ele pot sau nu pot avea studii universitare. Criticii de artă recunoscuți ca atare au o pasiune față de diferitele aspecte practice și teoretice ale artei și o cunoaștere aprofundată a istoriei artei. De obicei, criticii de artă vizionează expozițiile, galeriile sau muzeele și pot fi membri ai Asociației Internaționale a Criticilor de Artă, care are filiale naționale. Foarte rar criticii de artă și-au câștigat existența din articolele critice pe care le-au publicat.
Analizele criticilor de arta au potențialul de a lansa dezbateri publice pe teme legate de artă. Datorită acestui fapt, punctele de vedere ale criticilor de artă sunt publicate în cataloagele specifice sau ziare, aduc un plus la discursul public cu privire la artă și cultură. Colecționarii de artă  se bazează adesea pe sfatul criticilor ca o modalitate de a spori aprecierea lor din domeniul pe care îl vizionează. Multe opere de artă recunoscute astăzi ca fiind remarcabile, a unor artiști celebri, nu au fost recunoscute de către criticii de artă ai timpul lor, de multe ori pentru că arta lor a fost într-un stil care nu a fost înțeles. Pe de altă parte, unii critici au devenit notabili prin ajutorul acordat explicării și a promovării noilor mișcări artistice - exemple: Roger Fry cu mișcarea postimpresionistă sau Lawrence Alloway cu Pop Art-ul. 

Critici de artă celebri
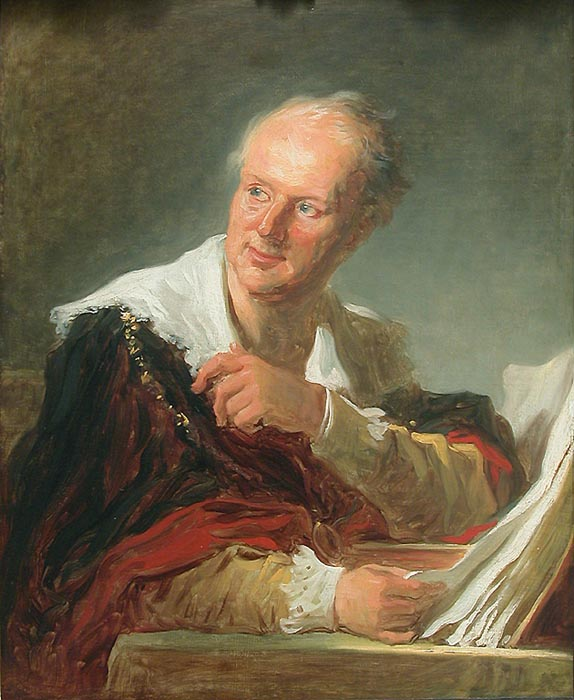
Denis Diderot - de Jean-Honoré Fragonard
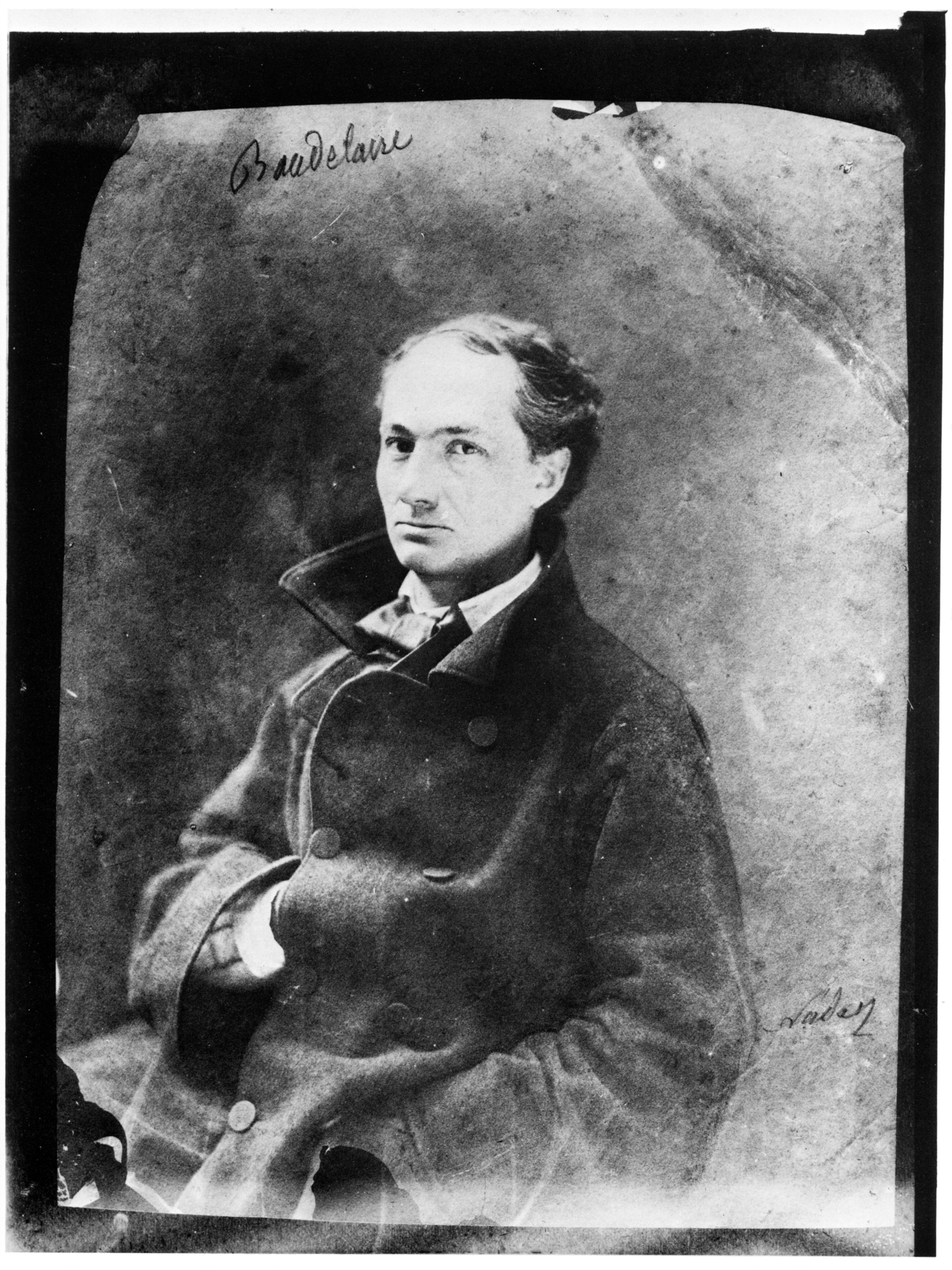
Charles Baudelaire 1855, Foto de Nadar. Baudelaire este asociat cu Decadentismul.
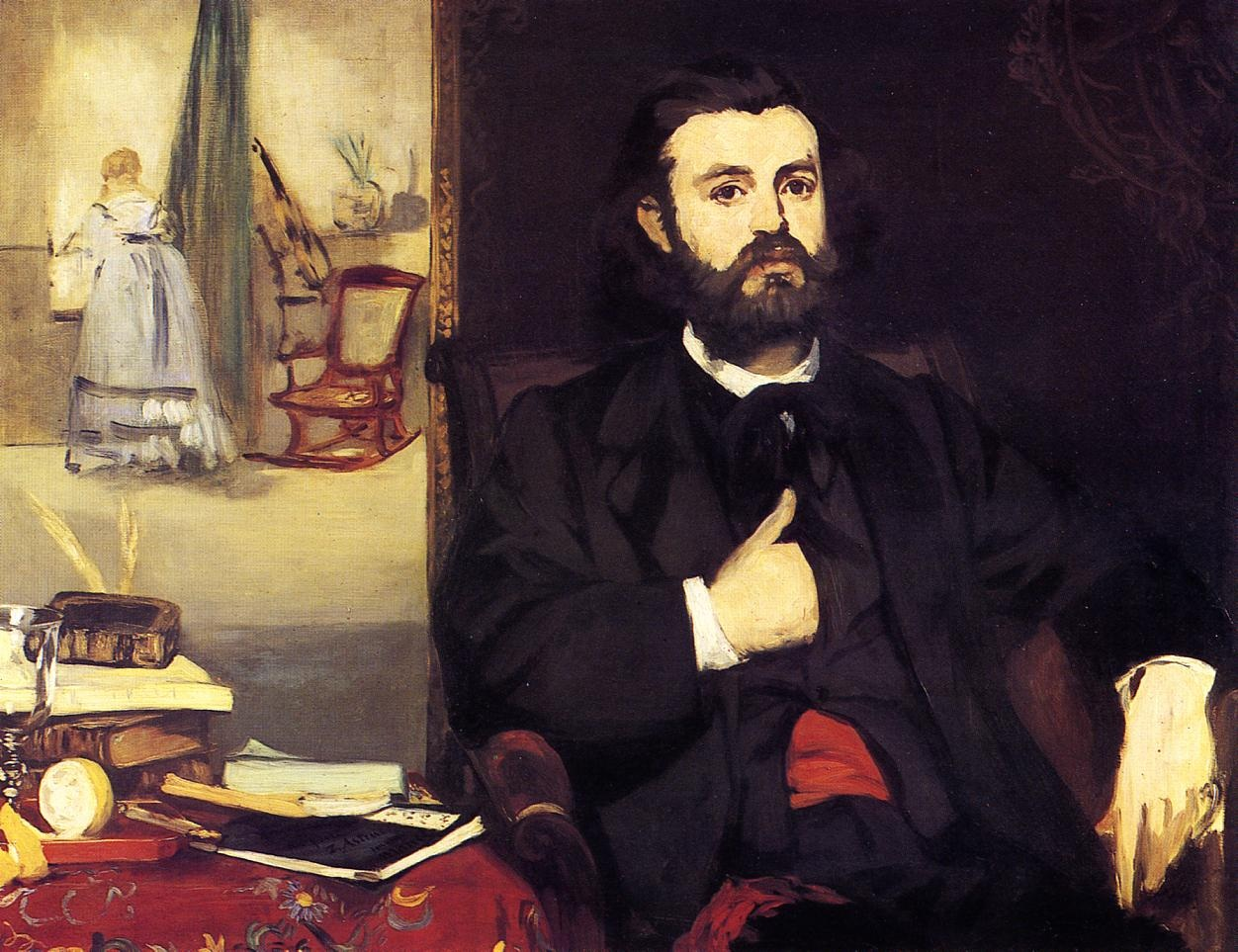
Zacharie Astruc - de Édouard Manet
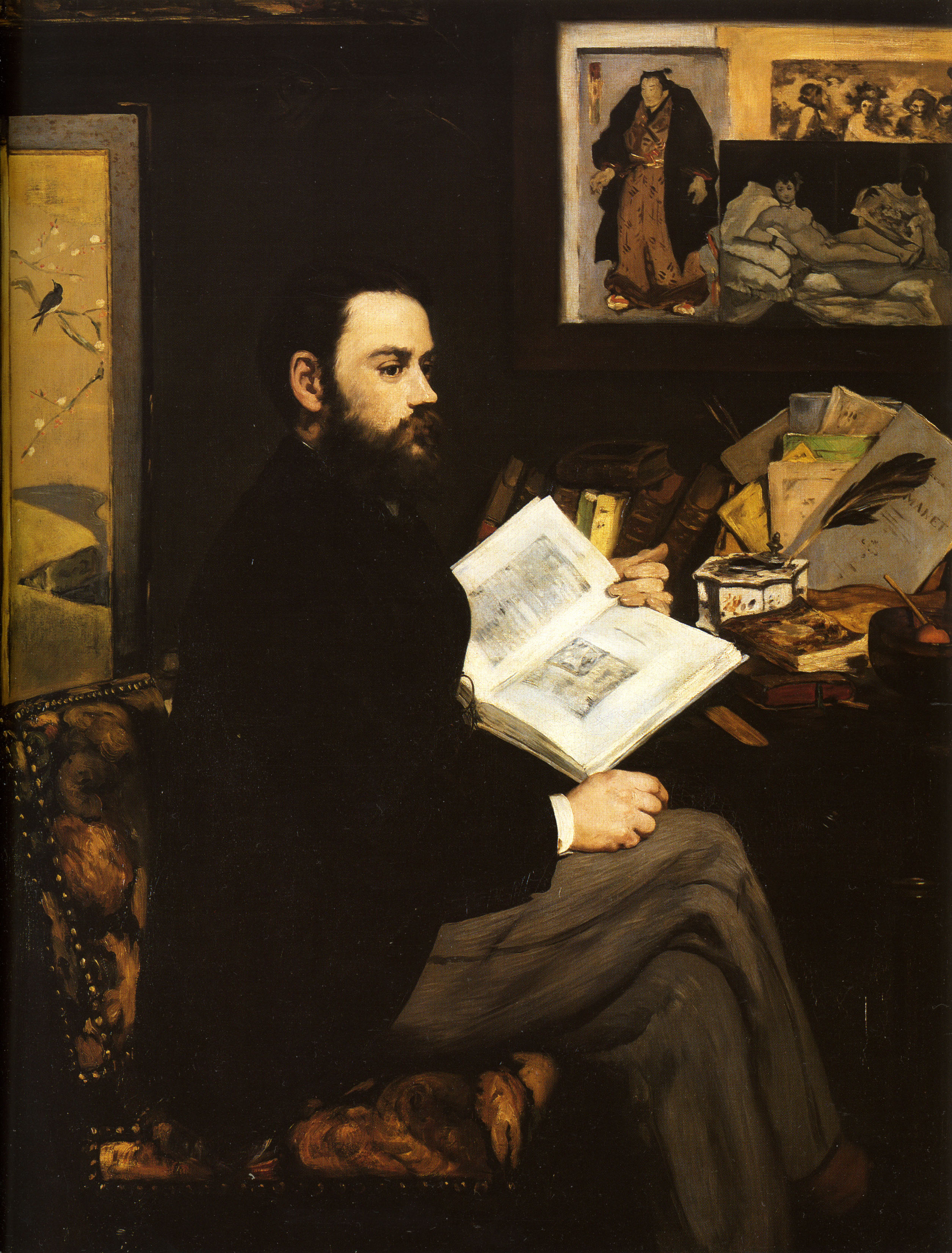
Émile Zola - de Édouard Manet
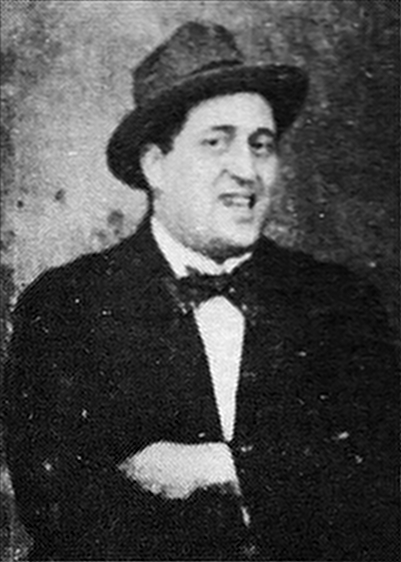
Guillaume Apollinaire
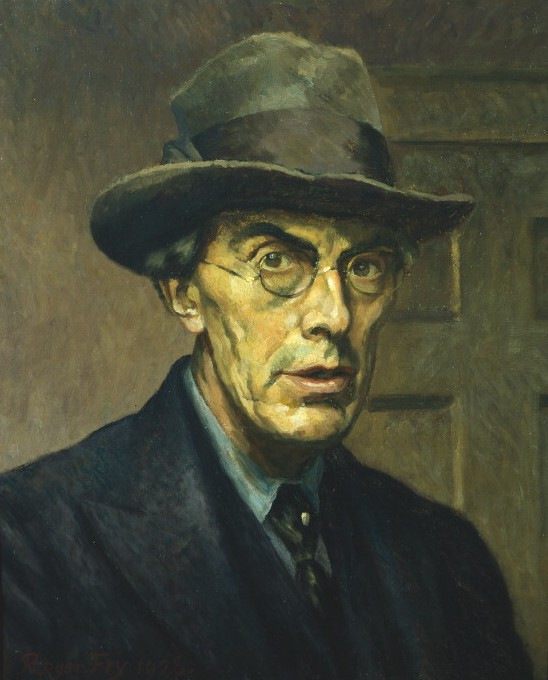
Roger Fry - autoportret

## Critici de artă
- Lawrence Alloway
- Guillaume Apollinaire
- Zacharie Astruc
- Albert Aurier
- Charles Baudelaire
- Michael Baxandall
- Sister Wendy Beckett
- Clive Bell
- Bernard Berenson
- John Berger
- John Canaday
- Champfleury
- Kenneth Clark
- T. J. Clark
- Robert Coates
- Clarence Cook
- Douglas Cooper
- Royal Cortissoz
- Thomas Craven
- Arthur Danto
- Denis Diderot
- John Elderfield
- James Elkins
- Félix Fénéon
- Hal Foster
- Peter Frank
- Michael Fried
- B. H. Friedman
- Roger Fry
- Peter Fuller
- Geeta Kapur
- Théophile Gautier
- Gustave Geffroy
- Clement Greenberg
- Boris Groys
- Dave Hickey
- Robert Hughes
- Edouard Jaguer
- Michael Kimmelman
- Hilton Kramer
- Rosalind Krauss
- Donald Kuspit
- Julien Leclercq
- Louis Leroy
- Lucy Lippard
- Giovanni Lista
- Nancy Marmer
- Camille Mauclair
- R. Siva Kumar
- Octave Mirbeau
- Robert C. Morgan
- Linda Nochlin
- Frank O'Hara
- Saul Ostrow
- Jed Perl
- Griselda Pollock
- Arlene Raven
- Herbert Read
- Pierre Restany
- John Rewald
- Rainer Maria Rilke
- Daniel Robbins
- Barbara Rose
- Harold Rosenberg
- Robert Rosenblum
- John Ruskin
- John Russell
- Frank Rutter
- André Salmon
- Jerry Saltz
- Irving Sandler
- Meyer Schapiro
- Peter Schjeldahl
- Brian Sewell
- Roberta Smith
- Rafael Squirru
- Leo Stein
- Leo Steinberg
- Michel Tapié
- Théophile Thoré-Bürger
- Eric Troncy
- Tristan Tzara
- Kirk Varnedoe
- Louis Vauxcelles
- Karen Wilkin
- Émile Zola